# Dendronephthya halterosclera
Dendronephthya halterosclera is een zachte koraalsoort uit de familie Nephtheidae. De koraalsoort komt uit het geslacht Dendronephthya. Dendronephthya halterosclera werd in 1931 voor het eerst wetenschappelijk beschreven door Thomson & Dean. 